# Irena Radová

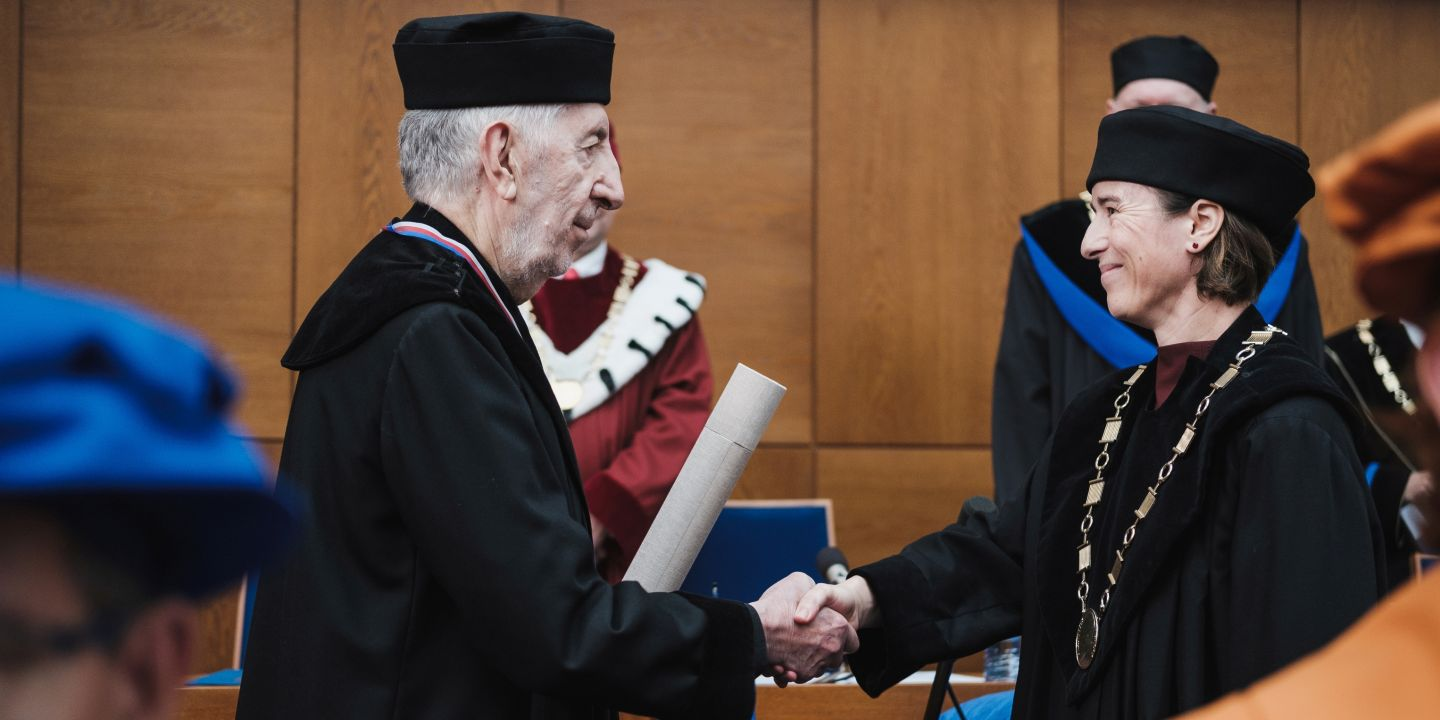
Irena Radová (vpravo) předává čestný doktorát Hansi Beltingovi (2019).

Irena Radová (* 3. září 1975 Kyjov) je česká docentka klasické filologie specializující se na řeckou a římskou antickou literaturu, od roku 2022 děkanka Filozofické fakulty Masarykovy univerzity v Brně.

## Vzdělání a kariéra
Po maturitě na Klvaňově gymnáziu Kyjov vystudovala v roce 1999 kombinaci latinského a německého jazyka a literatury na Filozofické fakultě Masarykovy univerzity (FF MU) v Brně a o rok později k nim přidala také klasický řecký jazyk a literaturu. V roce 2003 získala na FF MU titul Ph.D. z klasické filologie a v roce 2010 byla v témže oboru habilitována docentkou.
Od roku 1999 nastoupila na Ústav klasických studií FF MU a v roce 2004 byla pověřena jeho vedením.
V letech 2006–2014 byla navíc proděkankou pro přijímací řízení a rozvoj studijních programů FF MU. V roce 2021 se ucházela o post děkanky fakulty spolu se svojí kolegyní Markétou Kulhánkovou, dne 10. ledna 2022 byla akademickým senátem zvolena těsnou většinou 11 z 21 hlasů a 15. března téhož roku ji rektor Masarykovy univerzity jmenoval děkankou FF MU. Do funkce nastoupila 1. dubna 2022.